# Bolesław Jabłoński (poeta)

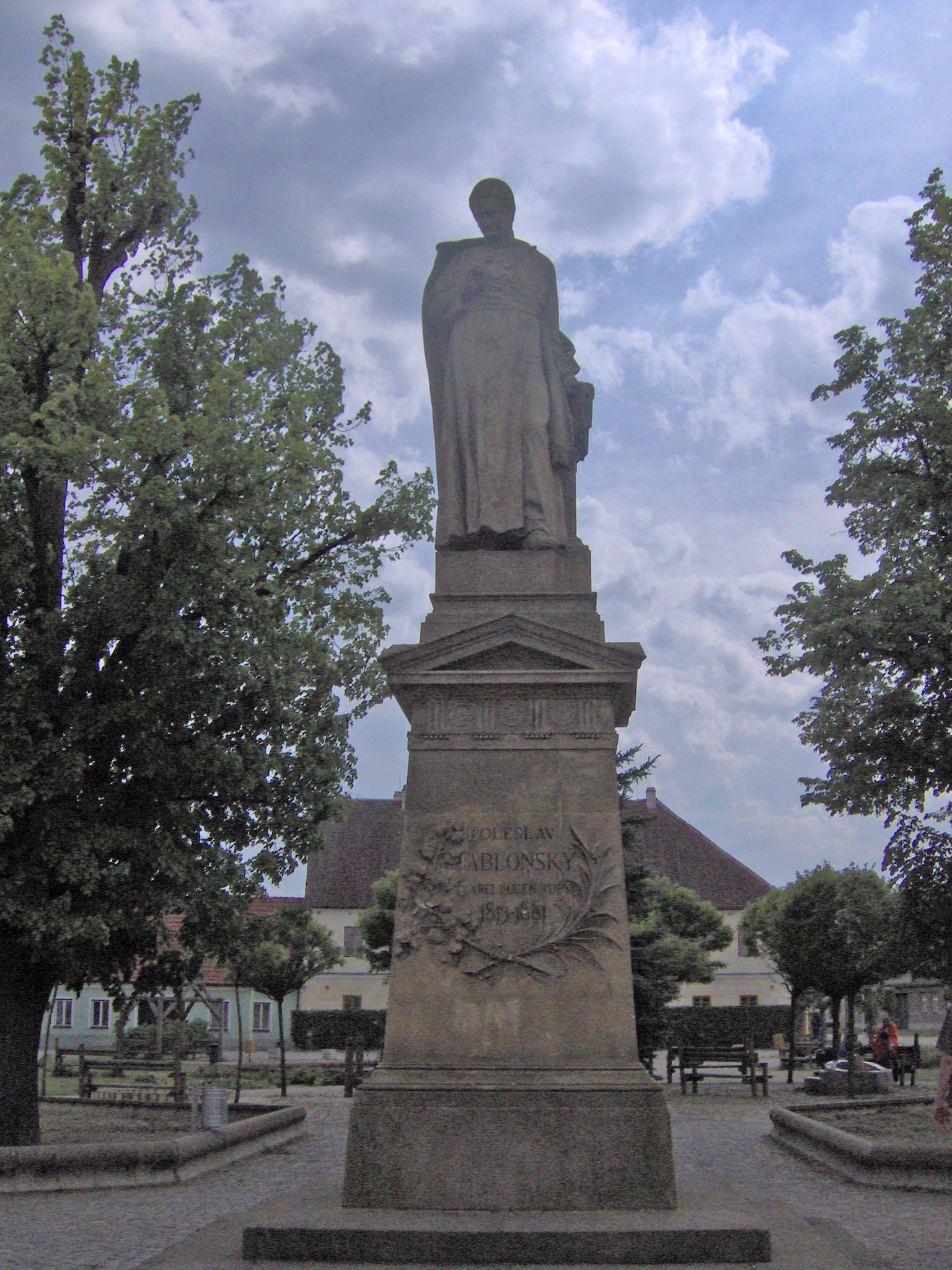
Pomnik Bolesława Jabłońskiego
w Kardašovej Řečice odsłonięty w 1886 roku

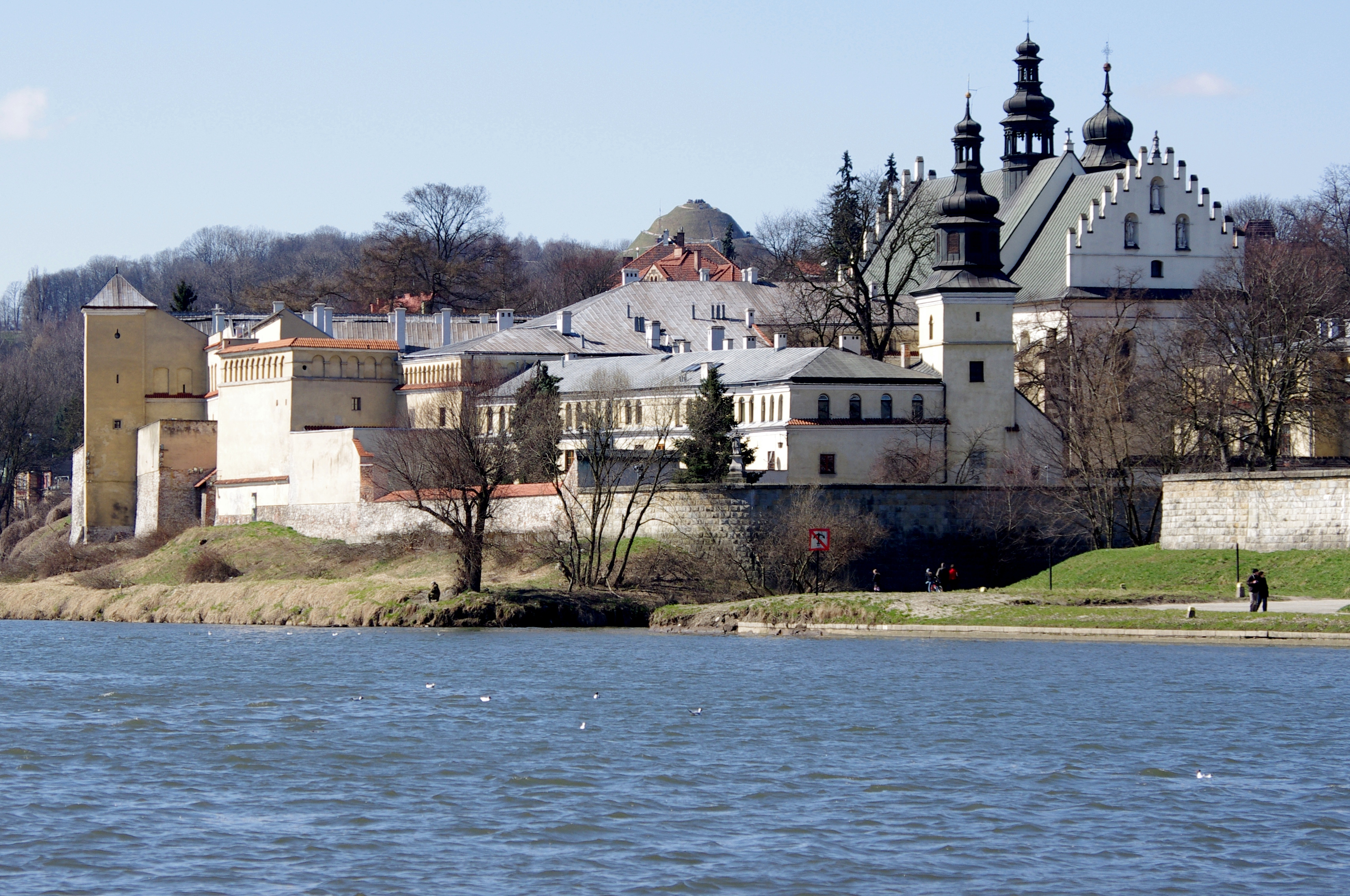
Klasztor norbertanek na Zwierzyńcu

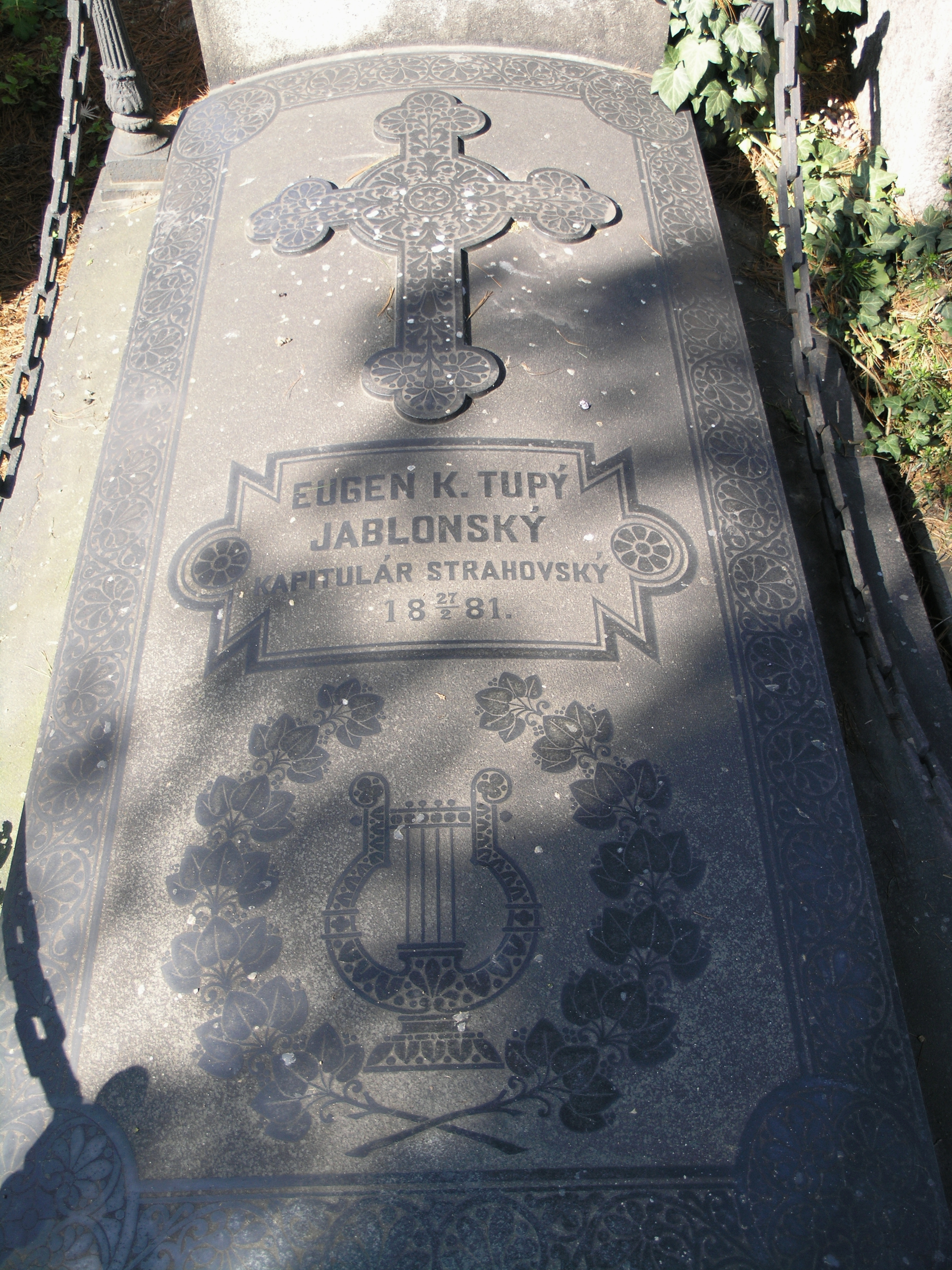
Grób Bolesława Jabłońskiego na Cmentarzu Wyszehradzkim w Pradze

Bolesław Jabłoński, Boleslav Jablonský, właśc. Karel Tupý, imię klasztorne: Eugen (Eugeniusz) Tupý (ur. 14 stycznia 1813 w Kardašovej Řečice, zm. 27 lutego 1881  w Zwierzyńcu, obecnej dzielnicy Krakowa) – czeski poeta, ksiądz katolicki, norbertanin, rzecznik niepodległości Czech i zbliżenia polsko-czeskiego. Jego poezja jest zaliczana do nurtu romantycznego w literaturze czeskiej.

## Życiorys
Po ukończeniu gimnazjum w Jindřichowym Hradcu studiował filozofię w Pradze. Wstąpił do klasztoru na Strahowie, gdzie przyjął swój literacki pseudonim.
Po otrzymaniu święceń kapłańskich, w latach 1843–1847 pracował jako ksiądz w Radonicach nad Ochrzą.  W tym czasie opublikował wiele wierszy, które zostały opublikowane m.in. w tomikach Písně milosti i Moudrost otcovská. Były to w tym czasie jedne z najważniejszych przykładów czeskiej poezji patriotycznej i dydaktycznej.
W 1847 roku został mianowany administratorem klasztoru na Zwierzyńcu (obecnie dzielnica Krakowa), którego później został proboszczem. W 1865 roku poświęcił nowy cmentarz, założony na gruntach klasztornych, wzdłuż drogi wiodącej ku Kopcowi Kościuszki. Ten fakt zapisano na tytułowej stronie parafialnej księgi zmarłych: Die decima quarta septembris 1865 ego Eugenius Tupy, praepositus Zwierzynoensis, Vicedecanus urbis, benedixi novum coemeterium parachiale, a quo die corpora defunctorum in eodem sepeliuntur. Ksiądz Tupy przez 33 lata mieszkał na Zwierzyńcu; pisywał również wiersze w języku polskim, m.in. był autorem pieśni nadwiślańskiej.
Ostatni raz przebywał w Czechach w 1879 roku. Był wtedy uznanym poetą, entuzjastycznie witanym przez tłumy. Na prośbę, by powrócił do Czech, odpowiedział: Polacy mnie także polubili i nie puściliby mnie, dlatego zakończę życie w pośród nich.
Został pochowany na cmentarzu przyklasztornym, jednak jego szczątki zostały przeniesione później (między rokiem 1881 a 1886) na Cmentarz Wyszehradzki w Pradze.
Doktorat na temat korespondencji Bolesława Jabłońskiego napisał Jerzy Śliziński.

## Upamiętnienie
23 listopada 1913 roku na kościele PP. Norbertanek na Zwierzyńcu w setną rocznicę urodzin odsłonięto tablicę pamiątkową. Powstała ona dzięki staraniom kolonii czeskiej. Znalazł się na niej napis:   
„Tu pracował i umarł Bolesław Jablonsky (Kar. Eug. Tupy) poeta czeski. 1813–1881 Czeska Beseda Stow. Jablonsky w Krakowie. 1913”.